# Giuseppe Ferrari (scultore)
Giuseppe Ferrari (Ferrara, 1804 – Ferrara, 1864) è stato uno scultore italiano.

## Biografia

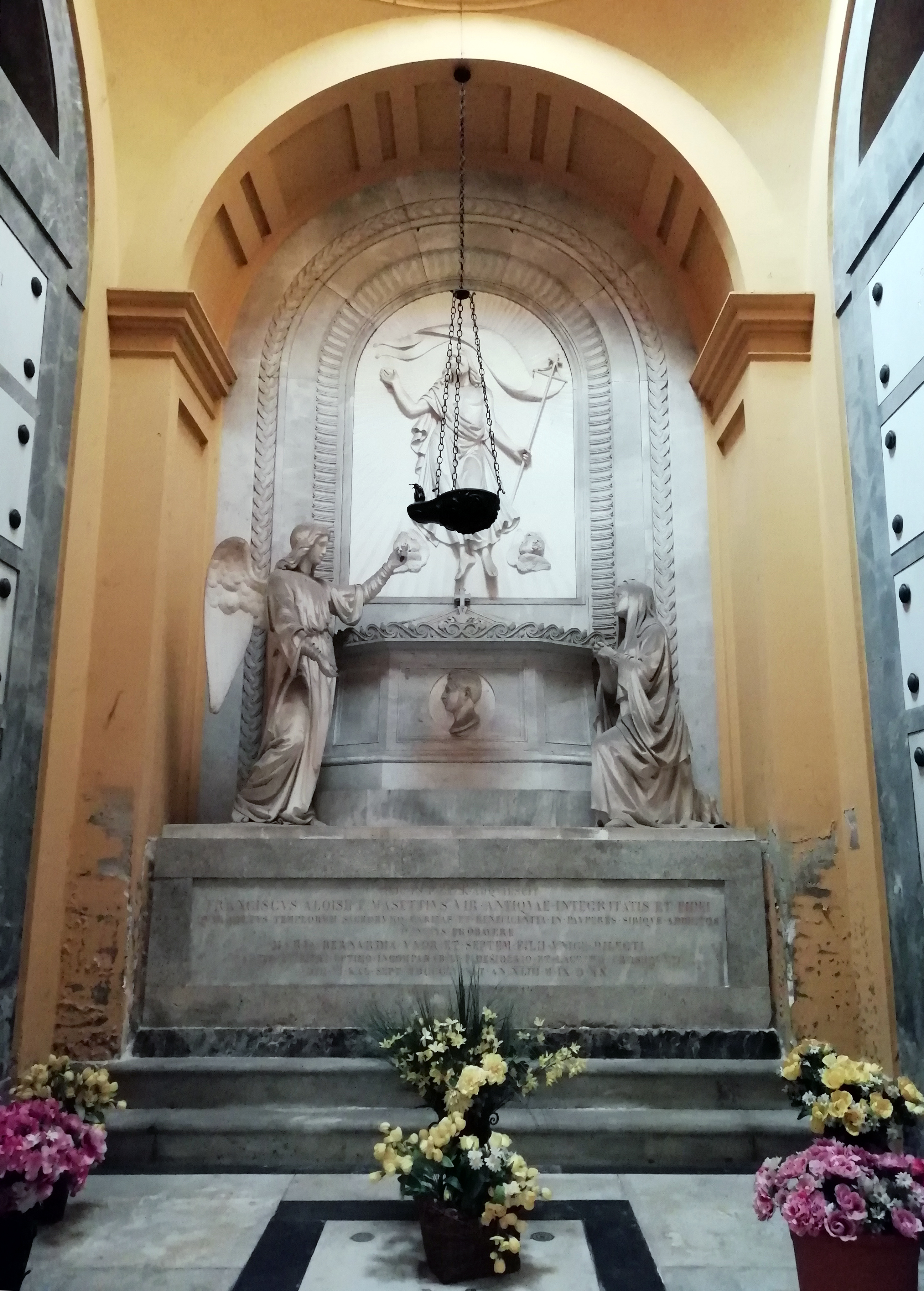
Il Monumento Masetti nella Sala del Colombario della Certosa di Bologna

Studiò all'Accademia di belle arti di Bologna a spese del Comune di Ferrara, sotto Giacomo De Maria, vincendo il premio Curlandese con Il Profeta Geremia. Dopo gli studi bolognesi, si trasferì a Roma nel 1830, nuovamente sussidiato dal Comune ferrarese, studiando all'Accademia nazionale di San Luca, rimanendovi per tre anni operando accanto a Pietro Tenerani e realizzando opere per la certosa ferrarese. Rientrato a Ferrara poco dopo il 1844, ottenne in quell'anno la cattedra di Scultura alla civica scuola d'arte. L'anno successivo fu proposto come accademico all'accademia bolognese.
Nonostante l'approvazione ottenuta, non furono realizzati i suoi monumenti a Pio IX (1847) da collocare nell'allora piazzetta della Pace (adiacente al castello e poi inclusa in corso Martiri della Libertà) e quello di Savonarola.
Nel 1859 fu pubblicato a Ferrara il volume con le incisioni riguardanti le principali Opere di scultura di Giuseppe Ferrari, a cura di Luigi Napoleone Cittadella dove vennero riportate sia le opere in certosa sia quelle all'estero, distribuito in varie accademie italiane.
Nel 1860, in quanto membro della Commissione Emiliana di Conservazione di Belle Arti, segnalò la necessità di conservare la statua di papa Paolo V ed il portale marmoreo d'ingresso dell'allora fortezza militare.
Alla sua morte, donò i propri libri e gessi al Comune di Ferrara. Il suo busto fu eseguito da Gaetano Davia e la lapide così recita: 
Anche il fratellastro Luigi lavorò nello studio romano di Tenerani: nel 1852 mise in opera il suo monumento a Simon Bolivar nella cattedrale di Caracas.

## Esposizioni
A Ferrara nel 1847 e 1854 (con modelli in gesso per il monumento Bartoli e varie tombe); a Bologna nel 1836 e a Torino alla Promotrice di Belle Arti (1863).

## Opere
Autore di busti e monumenti sepolcrali.
Certosa di Bologna:
- Resurrezione di Cristo, cella Masetti.[2]

A Napoli:
- Angelo della resurrezione, tomba Zir.[2]

Certosa di Ferrara:
- I due angeli con croce nel Famedio
- Monumento di Vincenzo Monti
- Monumento di Alfonso Varano
- Monumento di Daniele Bartoli
- Monumento di Maria Rossi Scutellari
- Ritratto di Giovanni Boldrini
- Tomba Navarra, anni '50[5]
- Tomba Guidetti
- Tomba Grossi
- Tomba Massari
- Tomba Trotti col bassorilievo L'amor materno
- Tomba Munari
- Tomba Strozzi
- Tomba Dalla Fabbra
- Tomba Casazza
- Tomba Zaffarini
- Tomba Severi
- Tomba Ravalli
- Tomba Gottardi
- Tomba Agnelli
- Tomba Ferretti

## Opere all'estero
A Londra, Il Genio della Primavera per la contessa Jersen; a Dublino alcune opere tra cui monumento di Maria Obrion nel Duomo; due statue di santi in Irlanda.